# Aleksandr Misurkin
Alexander Alexanderovich Misurkin (del ruso: Aлександр Aлександрович Мисуркин) nacido el 23 de septiembre de 1977, mayor de la Fuerza Aérea de Rusia, es un cosmonauta ruso retirado, seleccionado en 2006. Él voló a bordo de la Soyuz TMA-08M el 28 de marzo de 2013, su primera misión espacial.

## Personal
Misurkin está casado con Olga Anatolievna Misurkina. La pareja tiene dos hijos. Sus padres, Lyudmila Georgievna y Alexander Mijailovich Misurkin, residen en Oryol, Rusia.

## Educación
En 1994, se graduó de la escuela Misurkin profesional # 1 en Oryol. Luego entró en la Fuerza Aérea de Alta Escuela de Pilotos de Kacha, donde estudió hasta septiembre de 1998. Continuó la formación de pilotos en el Instituto Militar de Aviación Armavir, y se graduó en octubre de 1999 con una medalla de oro como piloto-ingeniero.

## Carrera Cosmonauta

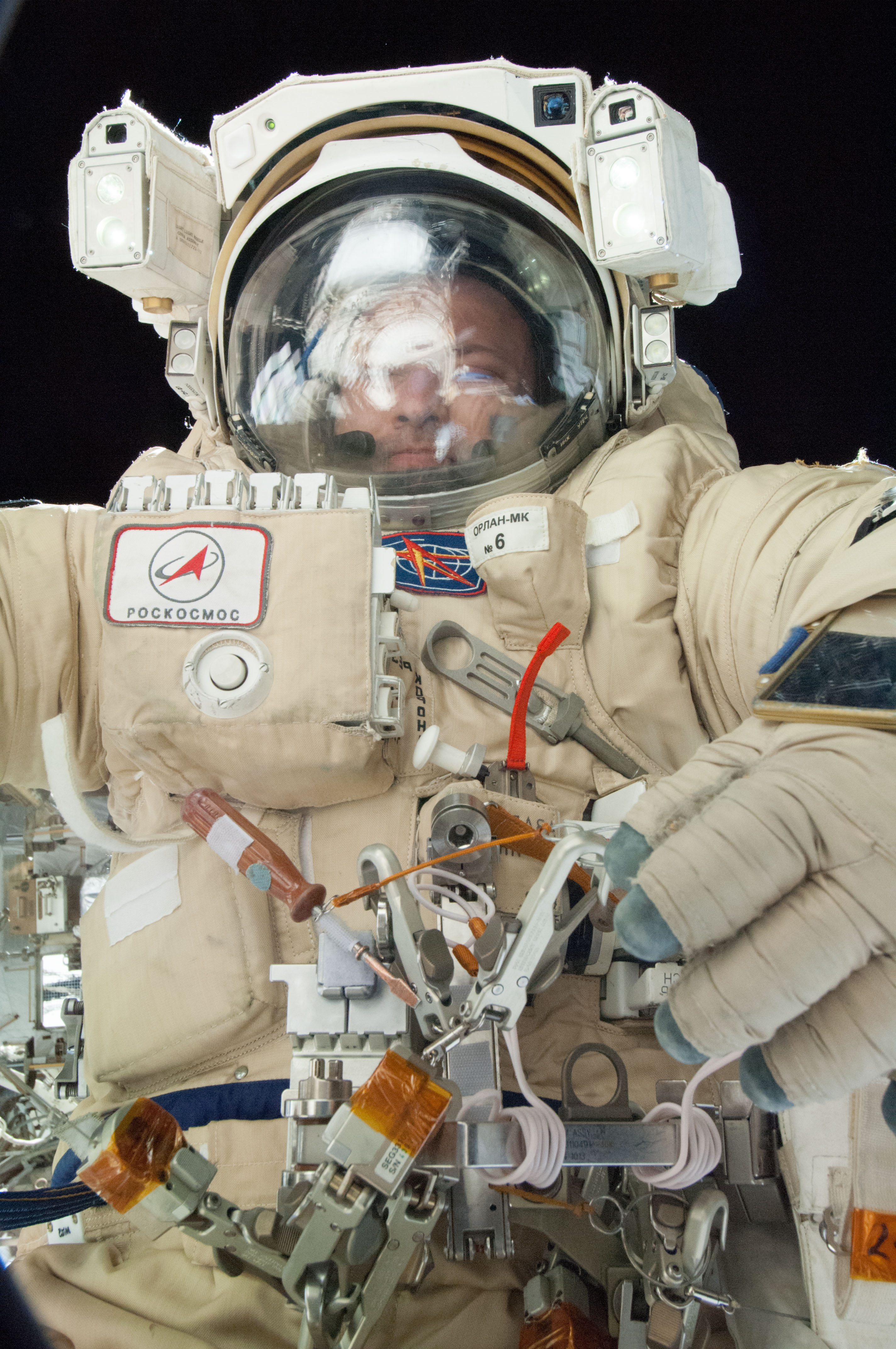
El cosmonauta ruso Alexander Misurkin, ingeniero de vuelo de la Expedición 36, ataviado con un traje espacial ruso Orlan, participa en una sesión de actividad extravehicular (EVA) para continuar equipando la Estación Espacial Internacional. Durante la caminata espacial de cinco horas y 58 minutos, Misurkin y el cosmonauta ruso Fyodor Yurchikhin (fuera de cuadro) completaron la sustitución de un experimento de comunicaciones láser por una nueva plataforma para un pequeño sistema de cámara óptica, la instalación de nuevos dispositivos de ayuda para la caminata espacial y una inspección de las cubiertas de las antenas.

En octubre de 2006 Misurkin fue aprobado como candidato cosmonauta y se alistó en el Centro de Entrenamiento de Cosmonautas de Gagarin (GCTC) Corps. Tomó el entrenamiento básico en GCTC entre febrero de 2007 junio de 2009, que terminó el 2 de junio de 2009. Misurkin fue calificado como una cosmonauta de prueba el 9 de junio de 2009.
De agosto de 2009 a febrero de 2011 tomó la formación avanzada especializada en el programa de la Estación Espacial Internacional (ISS). Desde enero de 2011 se formó como tripulación de reserva e ingeniero de vuelo de la Soyuz TMA-M en la Expedición 33/34.

### Soyuz TMA 08M / Expedición 35/36
Misurkin voló en la Soyuz TMA-08M que se lanzó a 20:43:20, el 28 de marzo de 2013. Este fue el primer vuelo tripulado a utilizar el enfoque de encuentro rápido a la Estación Espacial Internacional, llegando a la estación espacial en menos de 6 horas. Vuelos anteriores habían requerido dos días para acoplarse con la estación. Misurkin unió a la tripulación de la ISS de la Expedición 35.